# Fantasie voor orgel
Fantasie voor orgel (Noors: Fantasi for orgel) is een compositie van Johan Kvandal.  Het stuk was voor het eerst te horen op 23 november 1997 toen het samen met Kvandals Missa Brevis werd uitgevoerd. Er werd toen een concert gehouden in de Bergen domkirke, waarbij het (toen) nieuwe kerkorgel werd gebruikt. Kvandal, zelf onder andere organist, schreef meerdere werken voor orgel, zoals het Concert voor orgel en strijkinstrumenten.  
De fantasie voor orgel is vastgelegd op een compact disc op het zeer kleine Noorse platenlabel Vest-Norsk Plateselskap. Stig Wernø Holter bespeelt daarop hetzelfde orgel in 1997.

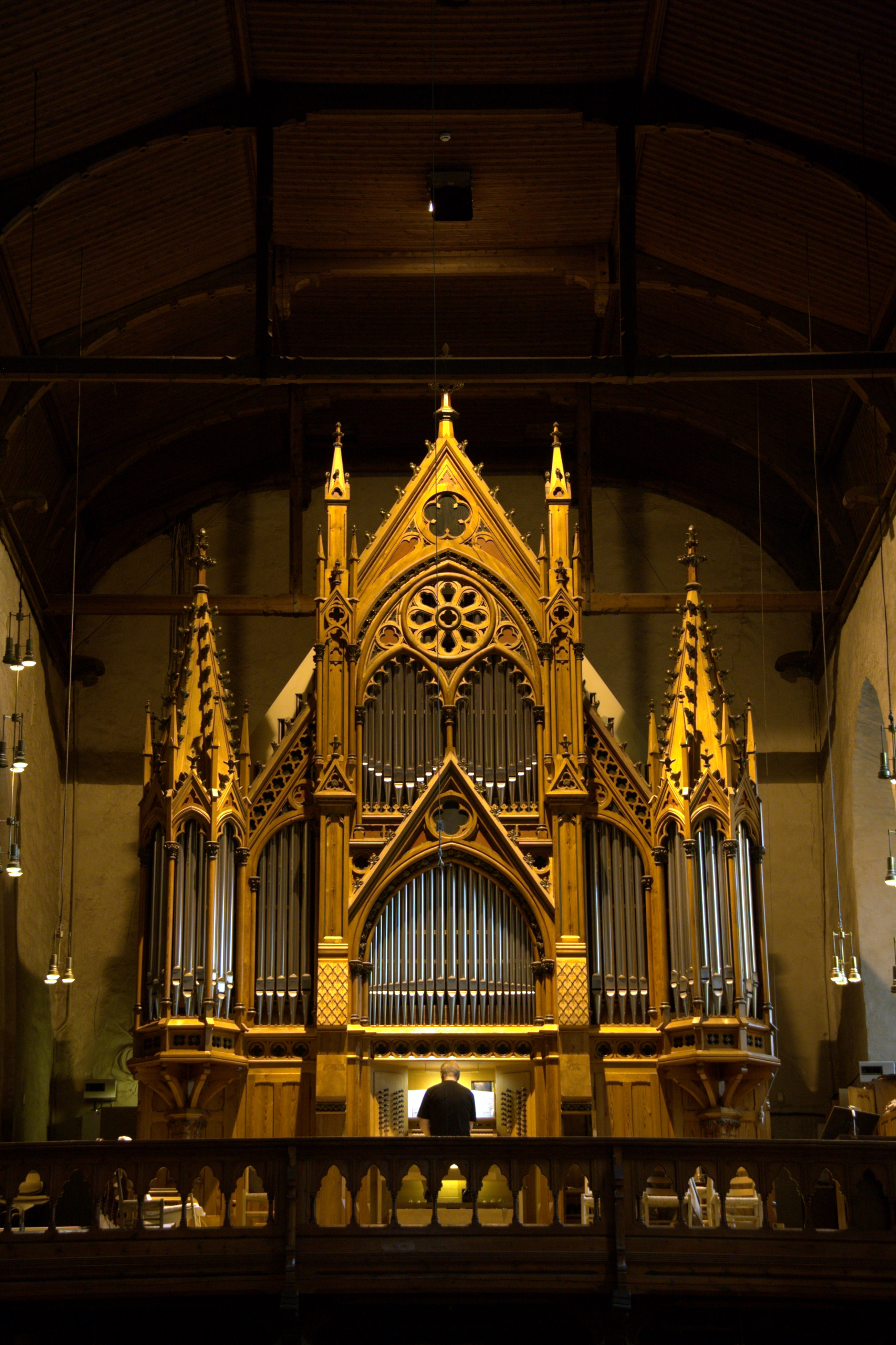
Kerkorgel van Bergen domkirke